# Kartuizerij van Portes
De Kartuizerij Notre-Dame de Portes (Cartusia Beatae Mariae Portarum) is een Frans klooster van de kartuizers gebouwd in de Bergen van Bugey, op een hoogte van ongeveer 1000 meter. Het bevindt zich in de gemeente Bénonces in het departement Ain. Het wordt wel de kartuizerij van de Heiligen genoemd, omdat verschillende van haar monniken zalig of heilig verklaard zijn.

## Geschiedenis

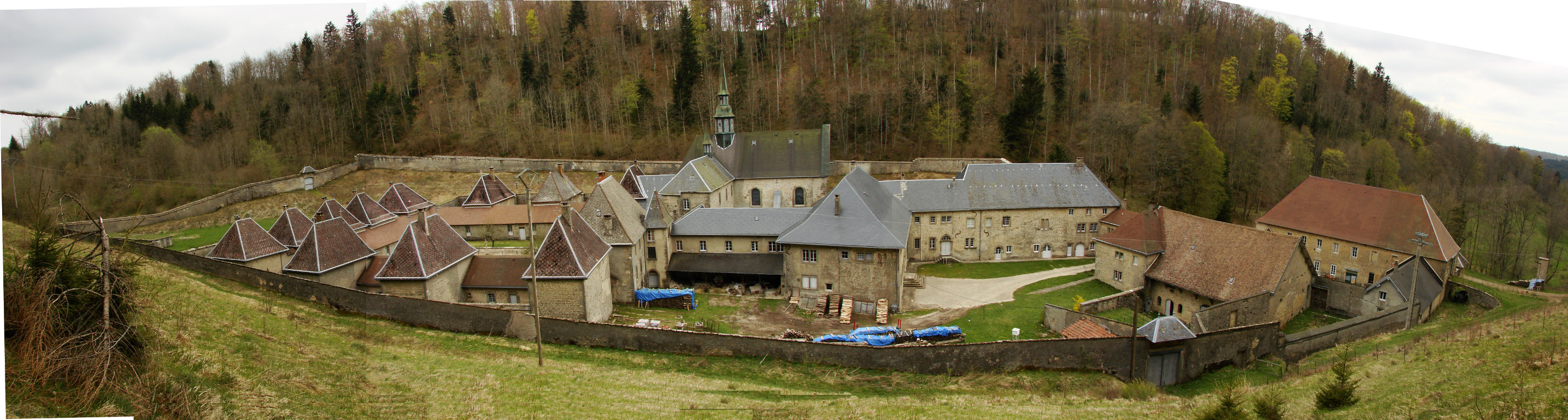
Panoramisch zicht op de kartuizerij van Portes gezien vanuit het Noordwesten

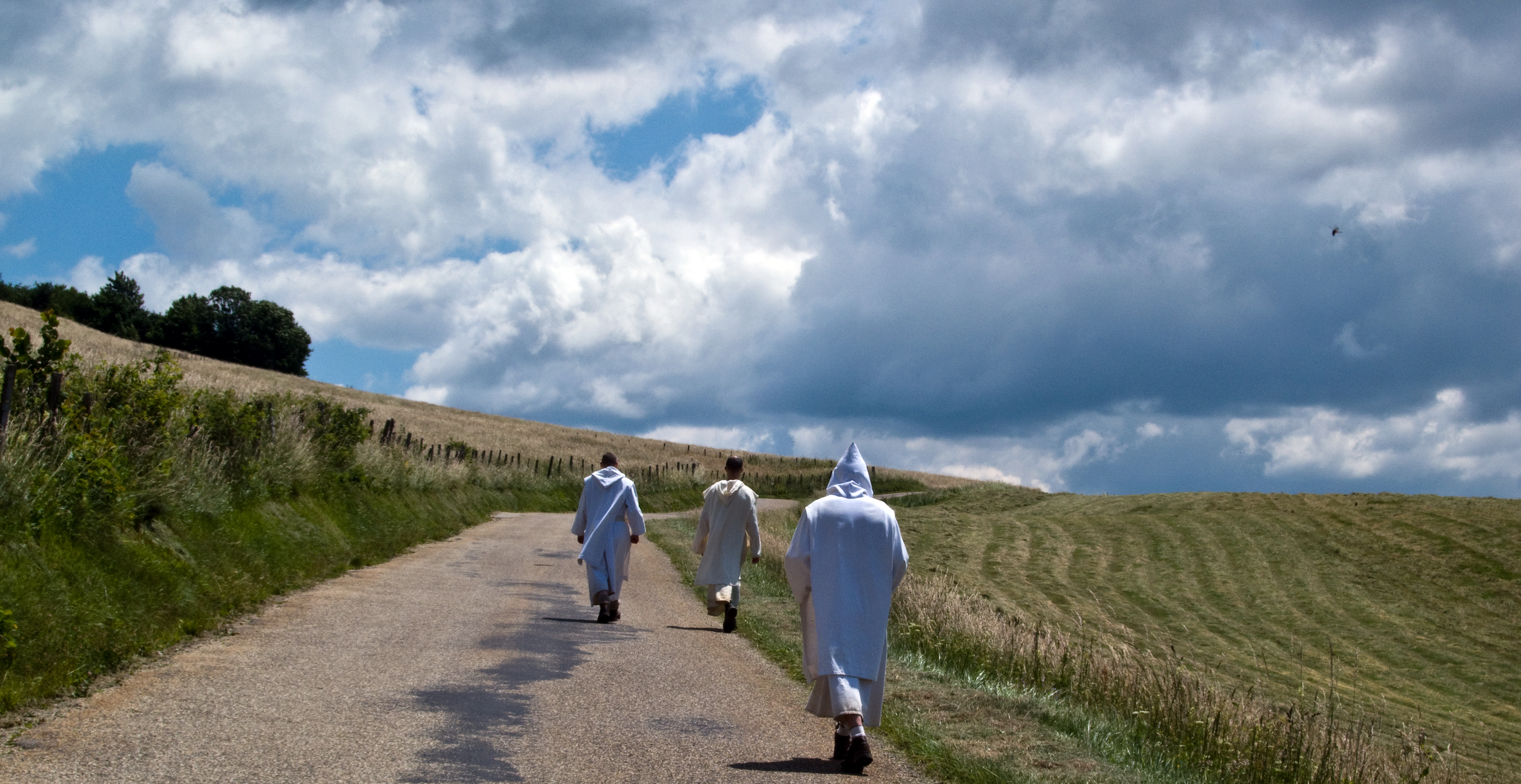
De monniken tijdens hun wekelijkse wandeling

De kartuizerij werd gesticht in juni 1115 door twee zwarte monniken, Bernardus en Pontius. Zij waren afkomstig van de oude en gerespecteerde abdij Onze-Lieve-Vrouwe van Ambronay. Hun verlangen naar een heremietenleven dreef hen naar het gebergte van Portes. Ze waren vergezeld van verschillende geestelijken en leken die hetzelfde doel hadden. Naar stichtingsdatum is het de derde oudste kartuizerij, de tweede in Frankrijk na de Grande Chartreuse. De Kartuizerij van Portes was een van de eerste die zich bij de Grande Chartreuse aansloot. 
Het klooster werd snel gebouwd, maar de kerk van het bovenklooster werd pas in 1125 ingewijd door Humbaldus, aartsbisschop van Lyon, bijgestaan door Humbertus van Grammont, bisschop van Genève. De co-stichter en eerste prior Bernardus van Ambronay vroeg al snel aan Guigo I de Kartuizer, toenmalig prior van La Grande Chartreuse om een regel te schrijven, de latere 'Gewoonteregel van de Kartuizers' (Consuetudines Cartusiae). Dezelfde Bernardus nam in 1140 deel aan het eerste algemeen kapittel van de kartuizerorde en een tweede maal in 1155. Hij was belangrijk voor de vormgeving een spirituele uitstraling van de orde.
De huidige kerk dateert van 1660. Tijdens de Franse Revolutie werden de gebouwen als boerderij in gebruik genomen, en raakten ze in vervallen staat. De kartuizers kochten het domein van ongeveer 210 hectare in 1855 opnieuw aan en brachten het terug in oude staat. Aan het begin van de 20ste eeuw werden de gebouwen opnieuw verlaten ingevolge anti-klerikale Franse wetten van 1901. Het domein kwam in leken handen.
In 1951 kochten de kartuizers Portes terug en ze herstelden de bewaard gebleven abdijgebouwen. De kleine kartuizerij en telt sindsdien een 12-tal cellen rond een kloostergang. De kartuizerij is nog steeds bewoond en niet open voor bezoek. Er is een begraafplaats, waar meer dan 800 monniken rusten. Het klooster staat sinds 1947 geregistreerd als historisch monument.
La Correrie, het oude klooster van de broeders-conversen ligt ongeveer een tweetal kilometer lager. Het werd omgevormd tot boerderij na de opheffing van de Correris door de kartuizers in de 17e eeuw. Er bevinden zich nog de fundamenten van de oude kerk die in 1128 werd ingewijd. In de onmiddellijke nabijheid is ook de calvarie van Portes te zien, gelegen op de top van de Friolan met een panorama op de ganse noordelijke Alpen.

## Heiligheid

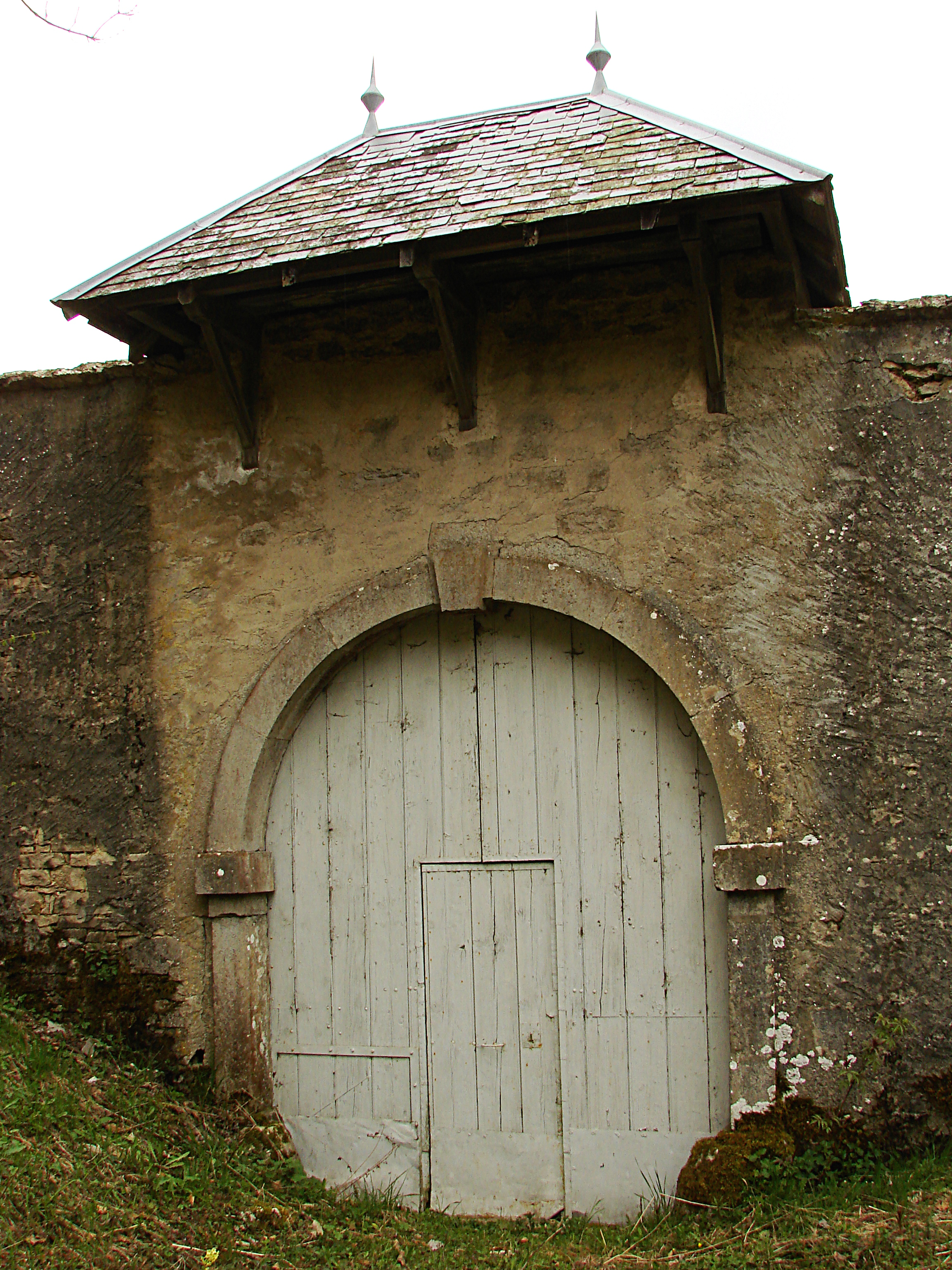
Versterkte poort (17e eeuw) op de zuidwest hoek van het clausuur

Verschillende van hun monniken zijn zalig- of heilig verklaard. Een eerste groep bestaat uit vier monniken waarvan de cultus officieel door de Kerk is bekrachtigd:
- Zalige Ayrald, (1080-1146), monnik van Portes (1132-1135), bisschop van Saint-Jean-de-Maurienne (1135-1146);
- Heilige Stefanus van Châtillon, (1150-1208), prior van Portes (1176-1207), bisschop van Die in de Dauphiné (1207-1208);
- Heilige Anthelmus van Chignin, (1107-1178), prior van Portes (1157-1159), bisschop van Belley (1163-1178);
- Heilige Arthaudus van Sothonod, (1101-1206), monnik van Portes (1120-1132), stichter en prior van de abdij van Arvières (1132-1188), bisschop van Belley (1188-1190).

Een tweede groep betreft monniken die stierven met een 'geur van heiligheid', maar die geen officiële cultus te beurt viel. Ze hadden in hun tijd wel een reputatie van heiligheid: 
- Bernardus de Portis, (-1152), prior van Portes (1147), bisschop van Belley (1136-1141). Hij was een vriend van Bernardus van Clairvaux en ontving van hem de eerste exemplaren van de Preken op het Hooglied in de advent van 1135.  Hij mag niet verward worden met de stichter en eerste prior, Bernard d'Ambronay.
- Bernard d'Ambronay (1085-1158), stichter en eerste prior.
- Hugo II (-1155), monnik van de Grande Chartreuse, bisschop van Grenoble (1132-1147), aartsbisschop van Vienne (1147-1153), monnik van Portes. In 1130 werd hij door de heilige Hugo van Châteauneuf, bisschop van Grenoble en vriend van de heilige Bruno verkozen tot bisschop-coadjutor met recht van opvolging.
- Bernard de la Tour, (-1258), prior van Portes, 13e prior-generaal van de Kartuizerorde.

## Inkomsten
De monniken voorzien in hun onderhoud en dat van hun klooster door ambachtswerk dat zij in hun cel kunnen uitvoeren. Het beslaat onder andere uit de vervaardiging van de houten verpakking voor de likeur Chartreuse. Ook hebben ze inkomsten uit exploitatie van de omliggende beukenbossen.